# Antocha gracilicornis
Antocha gracilicornis är en tvåvingeart som först beskrevs av Edwards 1925.  Antocha gracilicornis ingår i släktet Antocha och familjen småharkrankar. Inga underarter finns listade i Catalogue of Life.